# Askan Westermann
Askan (Ascan) Westermann (* 6. November 1868 in Köln; † 18. Juli 1947 in Heidelberg) war ein deutscher Historiker und Bibliothekar.

## Leben und Wirken
Askan Westermann war zunächst von 1888 bis 1905 als aktiver Offizier (zuletzt Hauptmann) im Militärdienst tätig. Anschließend studierte er Geschichte an der Universität Heidelberg und promovierte dort im Jahre 1909. An der Universitätsbibliothek Heidelberg trat er 1910 in den wissenschaftlichen Bibliotheksdienst ein und arbeitete dort als Bibliothekar bis 1934. In diesem Jahr wurde er zum Honorarprofessor an der Universität Heidelberg ernannt.
Westermann veröffentlichte vor allem zahlreiche Arbeiten zur Genealogie, Sozial- und Wirtschaftsgeschichte der Stadt Memmingen in der Frühen Neuzeit.

## Schriften (Auswahl)
- Die Zahlungseinstellung der Handlungsgesellschaft der Gebrüder Zangmeister zu Memmingen 1560. In: Vierteljahrschrift für Sozial- und Wirtschaftsgeschichte, Bd. 6 (1903), S. 460–516.
- Die ehelichen Verbindungen der Zangemeister. In: Archiv für Stammes- und Wappenkunde, Bd. 4 (1906), H. 3, S. 33–48.
- Die Familie Zangemeister seit der Mitte des 18. Jahrhunderts. Selbstverlag, Königsberg 1907.

- Zur Geschichte des Reichstags zu Regensburg 1532. Winter, Heidelberg 1909 (Dissertation Universität Heidelberg). Vollständige Veröffentlichung u.d.T.: Die Türkenhilfe und die politisch-kirchlichen Parteien auf dem Reichstag zu Regensburg 1532 (= Heidelberger Abhandlungen zur mittleren und neueren Geschichte, Bd. 25). Winter, Heidelberg 1910 (Kraus Reprint, Nendeln 1979, ISBN 3-262-01431-1).
- Die Stellung der oberschwäbischen Städte zum Schwäbischen Bund in den Jahren 1519–1522. Otto, Memmingen 1910.
- Ein Jahrhundert aus der Geschichte der Familie Zangemeister 1415–1521 (= Einzelschriften zur Geschichte der Familie Zangemeister, Bd. 1). Heidelberger Verlagsanstalt, Heidelberg 1911.
- Genealogie der Familie Zangemeister. Hamel, Marburg 1911.
- Memminger Weinhandel und Weinausschank im 15. und 16. Jahrhundert. In: Memminger Geschichtsblätter, Bd. 2 (1913), S. 51–55 u. 57–61.
- Geschichte der Zangmeisterschen Meß-Stiftung in Memmingen. In: Memminger Geschichtsblätter, Bd. 2 (1913), S. 61–63, 65–71 u. 73–79.
- Zur Geschichte der Memminger Weberzunft und ihrer Erzeugnisse im 15. und 16. Jahrhundert. In: Vierteljahrschrift für Sozial- und Wirtschaftsgeschichte, Bd. 12 (1914), S. 385–403 u. 567–592.
- Memminger Handel und Handesgesellschaften um die Wende vom Mittelalter zur Neuzeit. In: Memminger Geschichtsblätter, Bd. 6 (1920), S. 9–13 u. 17–22.
- Zur Memminger Geschlechtergeschichte, a) Die Sättelin. In: Memminger Geschichtsblätter, Bd. 6 (1920), S. 25–35.
- Die Bevölkerungsverhältnisse Memmingens im ausgehenden Mittelalter. In: Memminger Geschichtsblätter, Bd. 9 (1922), S. 10–13 u. 17–23.
- Die Vöhlin zu Memmingen. In: Memminger Geschichtsblätter, Bd. 9 (1923), S. 33–40 u. 41–44.
- Eberhart Zangmeister. Ein Lebensbild aus der Memminger Reformationszeit (= Einzelschriften zur Geschichte der Familie Zangemeister, Bd. 4). Verlag des Evangelischen Gemeindeblatts, Memmingen 1932.
- Stammliste des Geschlechts Westermann aus Hilter. Winter, Heidelberg 1939.